# Joaquín Arzura
Joaquín Arzura (Campana, 18 maggio 1993) è un ex calciatore argentino, di ruolo difensore.

## Caratteristiche tecniche
È un difensore centrale che può giocare anche da mediano.

## Carriera

### Club
Ha giocato nella prima divisione argentina, in quella uruguaiana ed in quella greca.

### Nazionale
Viene convocato per le Olimpiadi 2016 in Brasile, in sostituzione di Joaquín Correa.

## Palmarès

### Club

#### Competizioni nazionali
- Supercopa Uruguaya: 1

Nacional: 2019